# Sharmell Sullivan
Pour les articles homonymes, voir Sullivan.
Sharmell Sullivan-Huffman, née le 2 novembre 1970 à Gary dans l'Indiana, est une catcheuse et manageuse américaine. Elle a fait ses premiers pas dans le monde du catch à la World Championship Wrestling dans la troupe de danse des Nitro Girls.

## Carrière

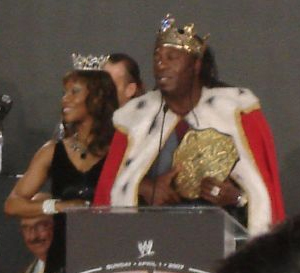
Sharmell Sullivan et King Booker.

### Miss Black America (1991)
Sullivan remporte le concours Miss Black America en 1991,, concours entaché par l'accusation de viol par une autre concurrente, Desiree Washington, contre le juge du concours Mike Tyson.
Après avoir remporté le titre, Sullivan commence une carrière de danseuse professionnelle, tournant avec plusieurs artistes hip-hop et groupes de R&B, notamment une période de travail de 3 ans et demi avec James Brown.

### World Championship Wrestling (1999-2001)
Sullivan rejoint la World Championship Wrestling et le groupe de danse Nitro Girls en 1999 sous le nom de Storm. Quand les Nitro Girls deviennent plus impliquées dans les storylines de la WCW, elle devient manager de The Artist, se renommant ainsi Paisley. En tant que Paisley, elle fait ses débuts sur le ring face à Tammy Lynn Sytch le 26 avril 2000 à WCW Thunder, l'emportant avec un DDT.
À la suite du renvoi de The Artist de la WCW, Sullivan se met au service de Kwee Wee. Elle forme aussi une alliance avec l'ancienne Nitro Girl Tygress, et avec les deux femmes avec qui elle fait équipe fréquemment, la manager de Misfits In Action et Major Gunns,.

### World Wrestling Entertainment (2005-2007)
Le 2 Avril 2022 lors de Wrestlemania 38 elle est intronisée au Hall Of Fame de la WWE par Booker T.

## Palmarès
- Miss Black America (en) en 1991[4],[3]

- Wrestling Observer Newsletter
  - Pire match de l'année (2009) contre Jenna Morasca à Victory Road

## Vie privée
Elle est mariée au catcheur Booker T.
Elle a accouché de jumeaux en 2010.
Amie proche de Michelle McCool elle était invitée à son mariage avec l'Undertaker.

## Autres médias
Elle apparait en novembre 2007 dans la version américaine de l'émission Une famille en or avec Batista, Candice Michelle, King Booker, Mr. Kennedy, Layla El, Michelle McCool, Maria, Ric Flair et Jonathan Coachman.